# Una noche sin mañana
Una noche sin mañana es una telenovela mexicana que se transmitió por el Canal 4 de Telesistema Mexicano en 1961. Dirigida por Carlos Barrios Porras y protagonizada por Roberto Araya y Héctor Gómez.

## Elenco
- Roberto Araya
- Héctor Gómez
- Héctor Godoy
- María Teresa Rivas
- Carmen Salas
- Delia Magaña
- Pilar Sen

## Datos a resaltar
- La telenovela está grabada en blanco y negro.
- Realizada bajo la producción de Telesistema Mexicano S.A.